# Chlorid vanadičný
Chlorid vanadičný, VCl5, je černá pevná látka. Vytváří dimerní molekuly, vanad má oktaedrickou koordinaci. Oba oktaedry jsou propojeny hranou.

## Příprava a reakce
VCl5 lze připravit reakcí fluoridu vanadičného s nadbytkem chloridu boritého:
2 VF5 + 10 BCl3 → [VCl5]2 + 10 BF2Cl
Je nestabilní, za pokojové teploty se rozkládá na chlorid vanadičitý a chlor:
[VCl5]2 → 2 VCl4 + Cl2